# روابط ایران و قطر
روابط ایران و قطر به روابط دوجانبه میان جمهوری اسلامی ایران و قطر اشاره دارد. ایران در دوحه سفارت دارد و متقابلاً قطر در تهران یک سفارت دارد. پس از حمله به سفارت و کنسولگری عربستان سعودی در ایران روابط بین ایران و قطر نیز به سردی گراییده‌ بود، چرا که قطر به عنوان یکی از کشورهای عربی به حمایت از عربستان سطح روابط خود را با ایران کاهش داده‌است اما پس از تحریم قطر توسط کشورهای عربی دو کشور دارای روابط خوب و تنگاتنگی باهم شدند. ایران در این دوره مرز هوایی خود را بر روی پروازهای شرکت‌های هوایی قطر از جمله هواپیمایی قطر بازگذاشت و ارسال مواد غذایی را به قطر افزایش داد. دوحه و تهران از زمان آغاز بحران خلیج‌فارس روابط دوجانبه خود را تعمیق بخشیده‌اند و همبستگی تهران با دوحه بیشتر شد. فراتر از لفاظی‌های طرف‌های مناقشه، ایران محموله‌های غذایی را برای کمک به دوحه در جلوگیری از بحران امنیت غذایی فراهم کرد. صادرات ایران به قطر از ۶۰ میلیون دلار بین ۲۰۱۶ و ۲۰۱۷ به ۲۵۰ میلیون دلار بین ۲۰۱۷ و ۲۰۱۸ افزایش یافت.
ایران و قطر از دیر باز از نظر دینی و همجواری، روابط بسیار دوستانه‌ای داشته‌اند. روابط بازرگانی بین ایران و قطر و مسافرت‌های مردم دو کشور همیشه برقرار بوده‌است. به همین دلیل ایران همیشه تلاش داشته‌است که روابط اجتماعی، فرهنگی، سیاسی و اقتصادی خود را با قطر و بلعکس قطر روابط خود را در این زمینه‌ها با ایران گسترش دهد. روابط ایران و قطر از زمان استقلال قطر در سال ۱۹۷۱ دوستانه و بر پایه احترام برابر بوده‌است. ایران که خواهان تفاهم و گسترش روابط دوستانه با همه کشورها بود، از نخستین کشورهایی بود که استقلال قطر را به رسمیت شناخت و ورود این سرزمین کهن را به جامعهٔ بین‌المللی تبریک گفت.
در دوره پس از انقلاب اسلامی ایران، روابط قطر و ایران گسترده‌تر شده به نحوی که امیر پیشین قطر و همسرش با محمد خاتمی رئیس‌جمهور سابق جمهوری اسلامی ایران دیدار داشته و در دوره ریاست جمهوری احمدی‌نژاد نیز امیر پیشین قطر از ایران دیدار داشته و با رهبر ایران خامنه‌ای ملاقات داشت. قطر نیز از احمدی‌نژاد برای شرکت در اجلاس سران شورای همکاری خلیج فارس دعوت کرد که احمدی‌نژاد رئیس‌جمهور وقت جمهوری اسلامی ایران به همراه معاونش اسفندیار رحیم مشایی و وزیر خارجه وقت منوچهر متکی در این اجلاس شرکت کردند. در دروه ریاست جمهوری روحانی امیر قطر تمیم بن حمد آل ثانی به ایران سفر کرد و در این سفر یک روزه خود با مقامات عالی جمهوری اسلامی ایران دیدار نمود. در این دوره محمد بن عبدالرحمن آل ثانی وزیر امور خارجه قطر دو بار پیاپی به ایران سفر نمود و از مقامات و مردم ایران بابت همراهی با مردم قطر در روزهای سخت تشکر کرد.
ایران و قطر مشترکات زیادی دارند؛ از جمله آنکه هر دو عضو اوپک، جنبش عدم تعهد، سازمان همکاری اسلامی هستند. قطر همچنین چندین نشست در سطوح بالای مقامات با ایران برای توافقات اقتصادی و امنیتی برگزار کرده‌است.
هر دو کشور روابط اقتصادی تنگاتنگی در زمینه‌های اقتصادی و به ویژه صنایع نفت و گاز دارند. ایران و قطر مشترکاً بزرگترین منبع گاز طبیعی جهان را کنترل می‌کنند. انگیزه‌های ایران و قطر به مقدار زیادی تحت تأثیر روابط اقتصادی با ایران می‌باشد. قطر ۱۳ درصد ذخیره ثابت شده گاز را دارد و هر روز ۶۵۰ میلیون متر مکعب گاز از قسمت خود تولید می‌کند در حالیکه ایران ۵۷۵۰ میلیون متر مکعب گاز تولید می‌کند. علاوه بر همکاری‌ها در زمینه نفت و گاز، این دو کشور همکاری‌هایی نیز در زمینه کشتی‌رانی دارند.
ایرانیان قطر جمعیت ۱۱۰٬۰۰۰ نفری از ایرانیان مقیم خارج در سراسر جهان را تشکیل می‌دهند.

## روابط دوجانبه
در زمان محمدرضا پهلوی یک توافق‌نامه بین ایران و قطر منعقد شد.

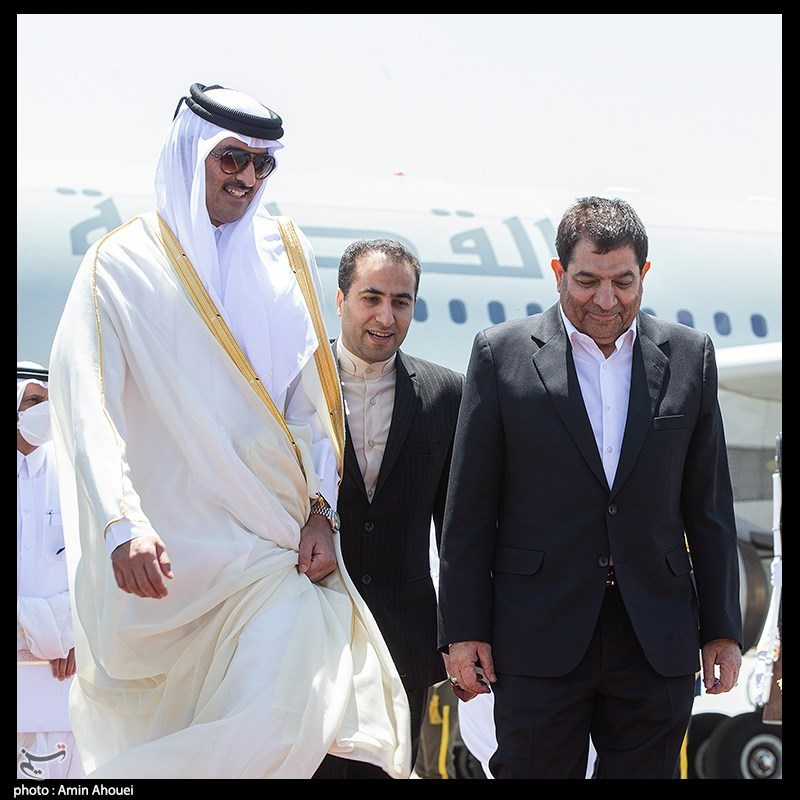
استقبال محمد مخبر از تمیم بن حمد آل ثانی(امیر قطر) در فرودگاه بین‌المللی مهرآباد

در زمان جنگ ایران و عراق، قطر کمک‌های اقتصادی زیادی به صورت وام یا کمک بلاعوض به صدام حسین کرد. یک سال پس از پایان جنگ، ادعای ایران مبنی بر اینکه یک سوم مخازن میدان گازی شمال قطر در آب‌های ایران واقع شده‌است، با توافق‌نامه‌ای به مضمون بهره‌برداری مشترک طرفین از مخازن خاتمه یافت.

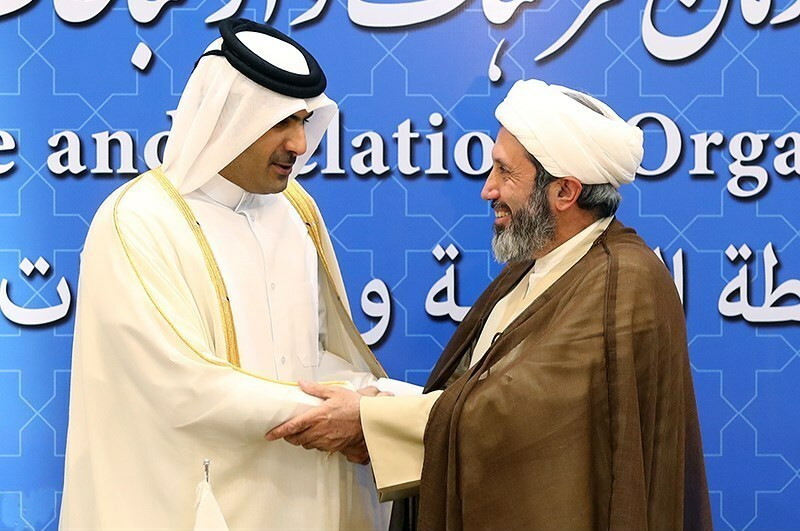
دیدار عبدالرحمن بن‌حمد بن‌جاسم بن‌حمد آل‌ثانی (وزیر فرهنگ قطر) با محمدمهدی ایمانی‌پور(رئیس سازمان فرهنگ و ارتباطات اسلامی) در سال ۱۴۰۱ در تهران

در سال ۱۹۹۱ پس از پایان جنگ خلیج فارس، حمد بن خلیفه آل ثانی از مشارکت ایران در تأمین امنیت خلیج فارس استقبال کرد. هر چند که به دلیل مخالفت دیگر کشورهای عربی خلیج فارس این امر هیچ‌گاه محقق نشد. به هر صورت قطر همکاری‌های امنیتی خود با ایران را در چهارچوب روابط دو جانبه ادامه داد. اضافه بر این، در سال ۱۹۹۲ طرح‌هایی تهیه شد که از رودخانه کارون در ایران برای قطر آب پمپاژ شود اما به دلیل مقاومت‌های محلی در ایران این طرح‌ها نیز به کناری گذاشته شد.
در فوریه سال ۲۰۱۰ میلادی و در نشست میان هیلاری کلینتون، وزیر امور خارجه ایالات متحده آمریکا، و نخست‌وزیر قطر، حمد بن جاسم بن جبر آل ثانی، در دوحه، حمد بن جاسم بن جبر آل ثانی اعلام کرد که اگر ایران تلاش‌های رسیدن به سلاح هسته‌ای را ادامه دهد، این یک رقابت ناسالم در منطقه خواهد بود. او همچنین برقراری مذاکرات مستقیم میان آمریکا و ایران را خواستار شد.
در ماه مه ۲۰۱۰، امیر قطر شیخ حمد بن خلیفه آل ثانی و بشار اسد رئیس‌جمهور سوریه حمایت خود از تلاش‌هایی به رهبری ترکیه برای حل دیپلماتیک موضوع اتمی ایران اعلام کردند. مقامات ترک پیشنهاد کردند که گفتگوهای مستقیمی بین سعید جلیلی مذاکره‌کننده اتمی ایران و رئیس دیپلماسی اروپا کاترین اشتون ایجاد شود.

## همکاری‌های دوجانبه
قطر روابط خوبی با ایران دارد زیرا هر دو کشور عضو اوپک هستند. روسیه، ایران و قطر ۵۰ درصد ذخایر نفت جهان را کنترل می‌کنند.
در دسامبر ۲۰۱۰، یکی از افسران سپاه پاسداران انقلاب اسلامی با فرمانده ارتش قطر دیدار داشت. آن‌ها اظهار کردند که «سپاه پاسداران و نیروی دریایی قطر می‌توانند در زمینه اطلاعات، امنیت و آموزش همکاری نزدیکی داشته باشند.» حمد بن علی العطیه با نیروهای دریایی ایران ملاقات داشته و گفت که قطر آماده است که تمرینات مشترک نظامی با ایران انجام دهد.
در بحران دیپلماتیک قطر با عربستان سعودی در سال ۲۰۱۷، ایران از قطر پشتیبانی کرده و از کشورهای عربی خواست که مشکلات خود را از طریق گفت و گو حل کنند. پس از این که عربستان سعودی قطر را از نظر اقتصادی تحریم کرد ایران برای قطر ۶۰۰ تن مواد غذایی تازه ارسال کرد.
قطر هم از اسفند ۹۸ به بعد در جهت حمایت از ایران در زمینهٔ مبارزه با ویروس کرونا محموله‌های به وزن پنج و نیم، شش و پانزده تن به ایران ارسال کرد.چهارمین محمولهٔ کمک‌های قطر نیز در ۱۱ اردیبهشت به ایران ارسال شد.

## رویدادهای میان ایران و قطر
تا جایی که به حفظ روابط خوب و پایدار با ایران برمی‌گردد قطر دارای مشکلاتی است. اتخاذ سیاست‌های شورای همکاری خلیج فارس در مورد رابطه با ایران را نیز باید به مشکلات قطر اضافه کرد. هر دو کشور تلاش می‌کنند گام‌های آرامی را به سوی حفظ منافع خود بردارند. اما تلاش برای حفظ رابطه خوب با ایران و همچنین شورای همکاری خلیج برای قطر دردسر ساز شده‌است.
- در ۲ ژوئیه ۲۰۱۱، شورای همکاری خلیج به صورت متحد توافق کردند که یک نیروی نظامی مشترک تشکیل دهند و حجم نیروها را دو برابر کنند. «دکتر سامی الفرج اظهار داشت که این تصمیم به منظور رویارویی با تهدید فزاینده ایران و عناصر تروریست و سرنگون کننده این کشور در کشورهای خلیج فارس اتخاذ شده‌است.»[۱]
- پس از حمله به سفارت عربستان سعودی در ایران در ۲۰۱۶ قطر این اقدام را محکوم کرد و سفیرش در تهران را فراخواند و همچنین وزیر امور خارجهٔ قطر طی نامه‌ای به سفارت ایران در دوحه اعتراض کشورش را اعلام کرد.[۱۴] در ژانویه ۲۰۱۶، قطر آخرین کشوری بود که از عربستان حمایت کرد و سفیر خود از تهران را به خاطر حمله به سفارت و کنسولگری عربستان در ایران، فراخواند.[۱۵]
- در قطعنامه ۱۶۹۶ شورای امنیت، فعالیت‌های هسته‌ای ایران محدود شد. این قطعنامه ۱۴ رای موافق داشت و قطر تنها کشوری بود که به این قطعنامه رای مخالف داد و این اتفاق از دلایل بهبود روابط ایران و قطر شد.

## مقایسه دو کشور
|                           | قطر                                                                        | ایران                                                |
| ------------------------- | -------------------------------------------------------------------------- | ---------------------------------------------------- |
| جمعیت                     | ۲٬۸۳۵٬۰۰۰                                                                  | ۸۲٬۱۱۰٬۰۰۰                                           |
| مساحت                     | ۱۱٫۴۳۷ کیلومتر مربع (۴٫۴۶۸ مایل مربع)                                      | ۱٫۶۴۸٫۱۹۶ کیلومتر مربع (۶۳۶٫۳۷۲ مایل مربع)           |
| تراکم جمعیت               | ۲۰۱/ در هر کیلومتر مربع (۵۲۲/ در هر مایل مربع)                             | ۵۰/ در هر کیلومتر مربع (۱۲۹/ در هر مایل مربع)        |
| پایتخت                    | دوحه                                                                       | تهران                                                |
| اولین رهبر                | احمد بن علی آل ثانی                                                        | دیاکو                                                |
| رهبر کنونی                | تمیم بن حمد آل ثانی (امیر) عبدالله بن ناصر بن خلیفه آل ثانی (نخست‌وزیر قطر) | سید علی خامنه‌ای (رئیس کشور) مسعود پزشکیان(رئیس‌جمهور) |
| زبان رسمی                 | عربی                                                                       | فارسی                                                |
| دین اصلی                  | ۱۰۰٪ اسلام، ۹۰٪مسلمان سنی و ۱۰٪ مسلمان شیعه                                |                                                      |
| تولید ناخالص داخلی (اسمی) | US$ میلیارد ۱۶۴٫۶۴۱                                                        | US$ میلیارد ۴۲۵٫۳۲۶                                  |
| یکای پول                  | ریال قطر (QAR)                                                             | ریال ایران (IRR)                                     |